# Chaerephon johorensis
Chaerephon johorensis là một loài động vật có vú trong họ Dơi thò đuôi, bộ Dơi. Loài này được Dobson mô tả năm 1873.